# Acacia anegadensis
Acacia anegadensis (englischer Trivialname: Poke-me-boy) ist eine seltene Pflanzenart aus der Gattung der Akazien. Sie ist endemisch auf der zu den Britischen Jungfraueninseln zählenden Insel Anegada.

## Beschreibung
Acacia anegadensis ist ein verzweigter Baum, der eine Wuchshöhe von acht Metern erreicht. Die Hauptäste sind weit gespreizt. Die dünnen, glatten Zweige sind gewunden. Die paarigen steifen Nebenblätter sind nadelförmig. Die Dornen sind 5 bis 15 mm lang. Die Laubblätter sind 2 bis 3 Zentimeter lang. Die 3 bis 6 mm langen Blattstiele sind entweder glatt oder mit spärlichem Flaum bedeckt. Sie sind an der Oberseite geriffelt und haben eine festsitzende näpfenförmige Drüse mit einem Durchmesser von ungefähr 0,5 mm. Die Fiederblätter sind einpaarig. Die 10 bis 16 mm langen Blättchen an den Blattstielchen sind einpaarig, selten zweipaarig, stiellos, länglich schräg abgeschnitten oder länglich-eiförmig, ledrig, glatt und netzähnlich geädert. Der Blattrand ist abgerundet oder ausgebuchtet am Apex und stumpf abgeschnitten an der Basis. Beide Blattflächen sind glänzend.
Die dünnen, mit lockerem Flaum bedeckten Blütenstandsachsen sind einzeln oder in Zweier- bis Vierergruppen angeordnet. Sie sind kleiner als die Blätter. Die Blütenköpfe sind kugelförmig und haben einen Durchmesser von 5 bis 6 mm. Die Blüten sind gelb. Der Blütenkelch hat winzige Zähnchen, die ungefähr 0,6 mm lang sind. Die schmale Blütenkrone ist an den Zähnchen bewimpert. Sie ist kürzer als die Blütenröhre. Die 20 Staubblätter sind 3 bis 4 mm lang. Die Staubfäden sind fadenförmig. Die Staubbeutel sind winzig. Die 3 bis 4 Zentimeter langen Hülsen sind linienförmig gewölbt, zugespitzt, geschwollen, glatt und geädert. Die abgeflachten, halbkugelförmigen, stumpf braunen Samen sind 3 bis 4 mm lang und haben einen Durchmesser von 1,5 mm.

## Lebensraum
Der Lebensraum von Acacia anegadensis besteht überwiegend aus tropischen oder subtropischen, trockenem Busch- und Waldland mit Kalksteinböden. Sehr selten ist die Art auf Sanddünen zu finden.

## Status
Aufgrund des sehr kleinen Verbreitungsgebiets von ungefähr 25 km² wird Acacia anegadensis von der IUCN in die Kategorie „vom Aussterben bedroht“ klassifiziert. Durch die Errichtung von Wohn- und Tourismusanlagen sowie den Straßenbau wird der Lebensraum stark beeinträchtigt. Frei laufendes Vieh (Hausrinder, Hausziegen und Hausesel) zerstört die Vegetation durch Überweidung und Zertrampeln. Die Konkurrenz mit invasiven Pflanzenarten wie der Schachtelhalmblättrigen Kasuarine (Casuarina equisetifolia), Cryptostegia madagascariensis und Kalanchoe pinnata stellt eine weitere Gefährdung dar. Auch Brände, Erdbeben, Hurrikane und die Überflutung der Küsten bedrohen die Art. In den letzten Jahren haben Mitarbeiter der Royal Botanic Gardens (Kew) in Zusammenarbeit mit dem British Virgin Islands National Parks Trust und der Darwin Initiative Maßnahmen zum Schutz von Acacia anegadensis angestrengt. Ein Fundort wurde 1999 zum Ramsargebiet erklärt. Ein reproduzierendes Exemplar und 22 Setzlinge befinden sich im JR O’Neal Botanic Garden auf Tortola in den Britischen Jungferninseln.